# Šipka (národní přírodní památka)
Šipka je krasová jeskyně, která je národní přírodní památkou v Národním sadu ve Štramberku v okrese Nový Jičín v Moravskoslezském kraji. Oblast spravuje Agentura ochrany přírody a krajiny ČR – Správa CHKO Poodří. Leží v nadmořské výšce 440 metrů v pohoří Štramberská vrchovina. Světově známá je díky objevu spodní čelisti neandrtálského dítěte, tzv. Šipecké čelisti v roce 1880.

## Charakteristika

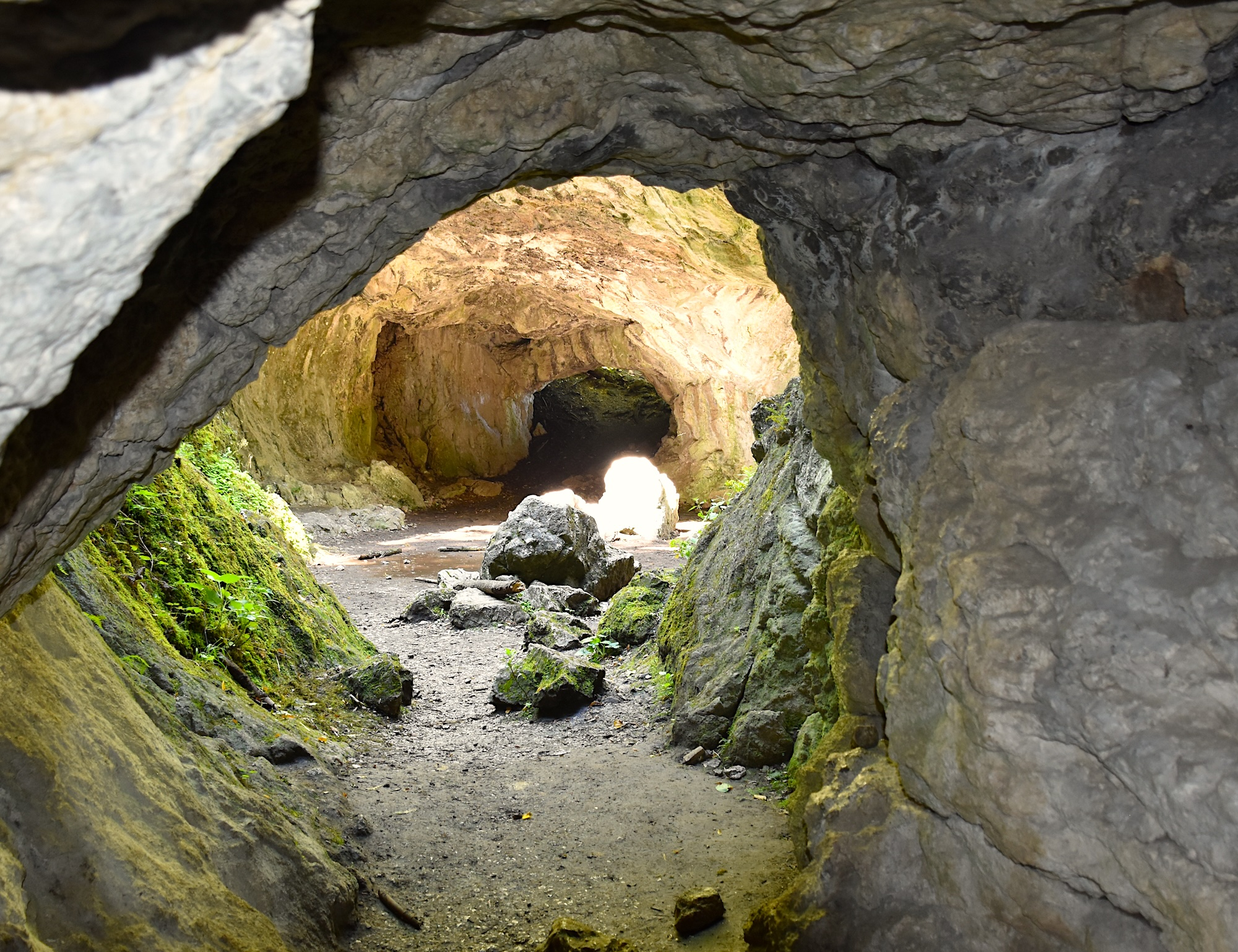
Jeskyně sloužila jako útočiště lidem a zvířatům už před více než 32 tisíci lety.

Národní přírodní památka Šipka byla vyhlášena 9. ledna 1960 na ploše 29 hektarů za účelem ochrany významného archeologického naleziště a reliktní květeny. Území tvořené jurským vápencem má podle sousedního města název štramberský kras, z něhož je nejznámější právě Šipka.
Vstupní portál jeskyně je na severním úbočí hory Kotouč a má šířku 8 m a výšku 3,8 m. Následuje krátká vstupní chodba a chybějící již dávno zřícený strop dómu zde tvoří dno Propástky (hloubka 12 m). Odtud pokračují dvě chodby – vlevo Jezevčí díra a vpravo Krápníková jeskyně. Delší a větší je Krápníková jeskyně, která je dlouhá 38 m, je 3–4 m široká a až 5 m vysoká. V přední části jsou na stropě znatelné zbytky již zničené bohaté krápníkové výzdoby, která byla zničena lidmi krátce po objevení jeskyně v říjnu 1880. Jezevčí díra je dlouhá 19 m, široká je 1–2 m a 1,5 m vysoká.
Člověk obýval jeskyni již před více než 32 000 lety. Během teplých období poslední doby ledové zde našli útočiště neandrtálci, nositelé mousterienské kultury a gravettienští lovci mamutů a také magdalénienští lovci sobů. Jejich přítomnost dokládají nálezy opracovaných kostí, parohů a kamenné nástroje z místního křemence, pazourku a křišťálu.
V jeskyni se ukrývala také zvířata, po kterých zde bylo nalezeno přes 80 000 kostí a zubů 130 různých zvířat: jeskynního medvěda, lva jeskynního, hyeny jeskynní, nosorožce srstnatého, mamuta, zubra, pratura, pižmoně, levharta, rosomáka, soba polárního, losa, lumíka velkého, atd.
Základ jeskyně pravděpodobně vyhloubil vodní tok obtékající v předledovcových dobách v této výšce vrch Kotouč stejně jako jeskyni Psí kostelík a zřejmě i Čertova díra.

## Význam

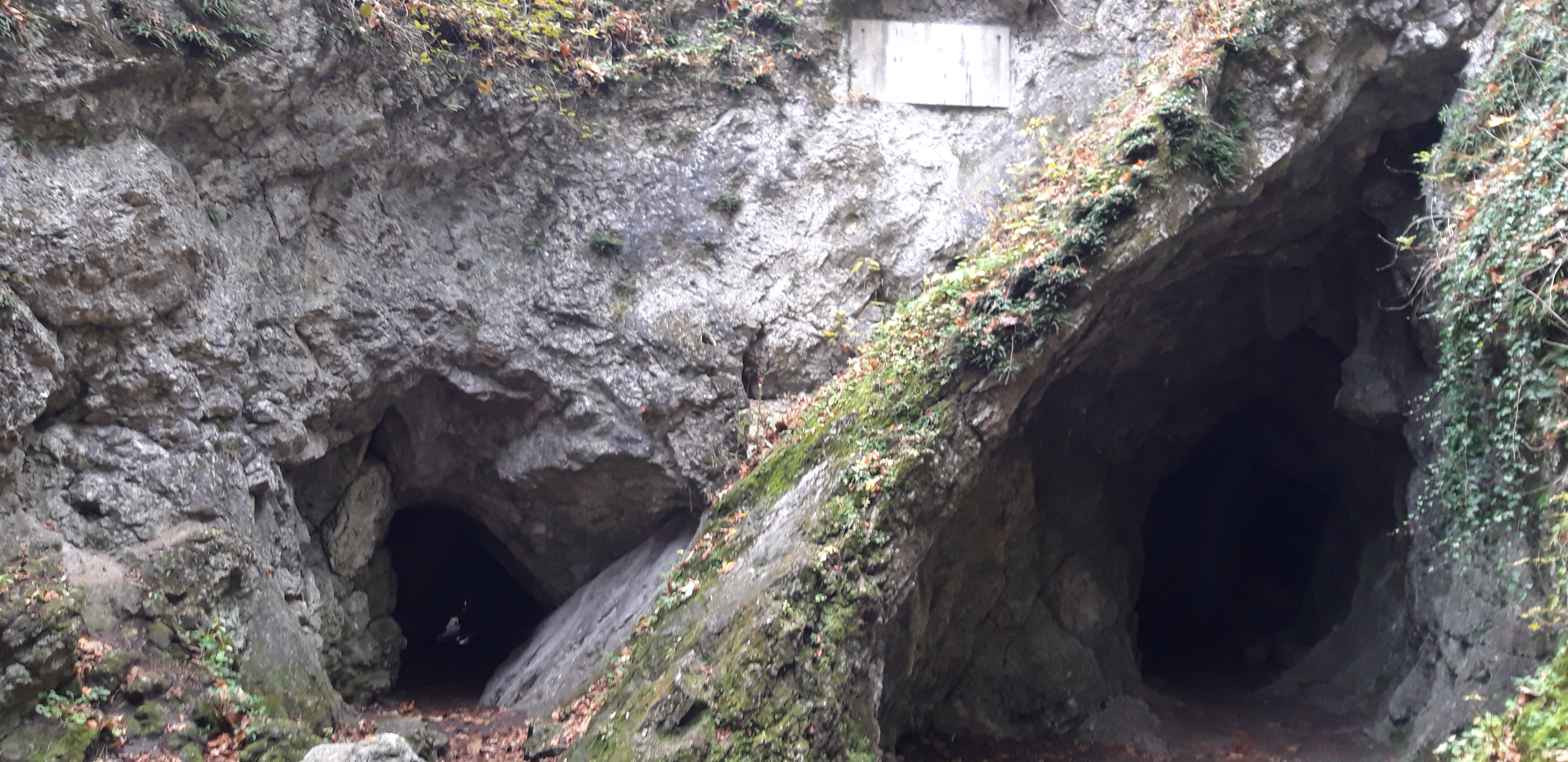
Ústí jeskyně Šipka ve Štramberku

Roku 1880 se proslavila nálezem čelisti neandrtálského dítěte, jež zemřelo ve věku 8 až 10 let, ke kterému došlo jen pár let po objevu lebky a kostí v německém Neandertalu v roce 1856. Čelist objevil tehdejší profesor novojičínského gymnázia Karel Jaroslav Maška, který zde s dělníky prováděl archeologický průzkum (jeskyně byla pod nánosem usazených hornin). Nález se začal označovat jako Šipecká čelist. Následně se našla i mousteriénská a magdaleniénská kamenná industrie. Kromě toho zde bylo nalezeno množství kostí zvířat, například medvěda jeskynního, lva jeskynního, hyeny, mamuta, nosorožce a dalších zvířat. Objeven byl také depot z doby bronzové. Karel Jaroslav Maška svým výzkumem dokázal, že v pravěku jeskyni obývali střídavě lovci a dravá zvěř.
Národní přírodní památkou bylo území vyhlášeno v roce 1960. Důvodem ochrany je nejstarší dosud objevené sídlo člověka na území Česka a zároveň naleziště vzácné reliktní květeny.
Na památku nálezu Šipecké čelisti byla v roce 1922 umístěna před jeskyni pamětní deska K. J. Mašky od malíře Františka Juráně. Před jeskyní se nachází busta Bohumíra Jaroňka. Některé nálezy jsou v kopiích k vidění Městském muzeu ve Štramberku.